# Prima di oggi era già domani
Prima di oggi era già domani è un album di Luca Bonaffini pubblicato nel 1996 dall'etichetta discografica Giungla Records.

## Descrizione
Album tributo ai cantautori italiani. Luca Bonaffini, dopo due progetti di sperimentazione e condivisione con altri artisti (Zanfi coi Blez e Gianni Mocchetti con i Cronache), ritorna a lavorare da solista.
Il produttore Walter Mameli elabora insieme a lui un ritorno unplugged, realizzando questo Prima di oggi era già domani. Nell'album compaiono cover di brani come La canzone dell'amore perduto di Fabrizio De André o Albachiara di Vasco Rossi.
Unico inedito, a firma Bonaffini e Sarzi per il testo e Mameli per la musica, è il brano Storie.

## Tracce
1. Quando – 3:55
2. Primavera – 3:33
3. Hanno ucciso l'uomo ragno – 3:15
4. E tu – 3:25
5. Storie – 3:00
6. Aver paura d'innamorarsi troppo – 3:20
7. Albachiara – 4:25
8. Roma capoccia – 4:25
9. La canzone dell'amore perduto – 2:27
10. Una settimana… un giorno – 3:35